# Batalla de San Miguel (El Salvador)
En la batalla de San Miguel combatieron las tropas del Ejército Aliado Protector de la Ley dirigido por Francisco Morazán y las tropas del ejército federal dirigidas por el brigadier Manuel Arzú. Iniciada el 10 de julio de 1828, se libró en lo que hoy es el departamento de San Miguel, El Salvador.

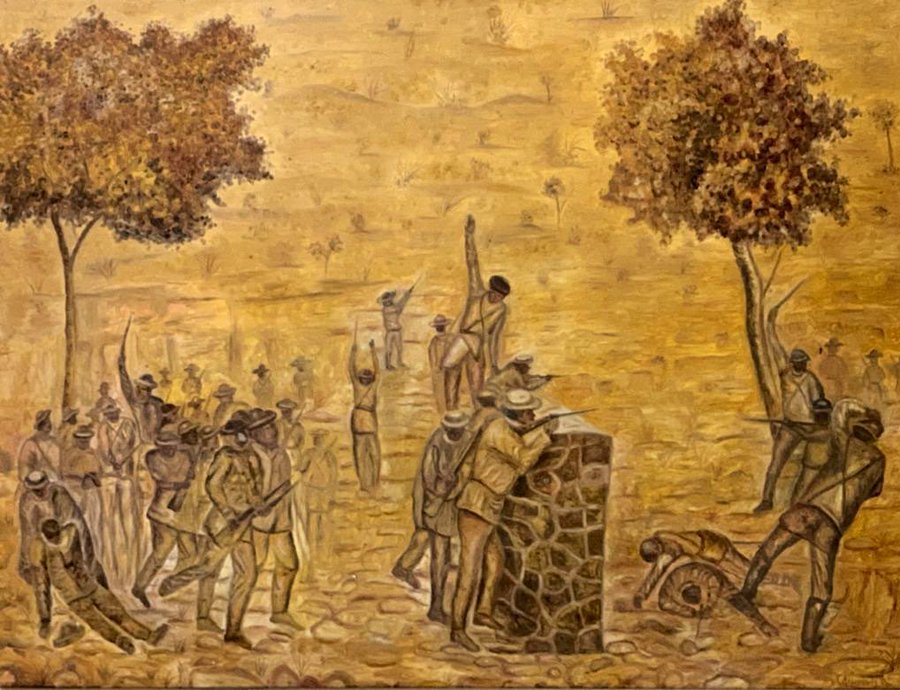
batalla de San Miguel combatieron las tropas del Ejército Aliado Protector de la Ley dirigido por Francisco Morazán y las tropas del ejército federal dirigidas por el brigadier Manuel Arzú. En el marco de las luchas del poder en la república CentroAmericana.

## Antecedentes
Durante las elecciones presidenciales centroamericanas de 1825, había ganado el conservador hondureño José Cecilio del Valle pero la fracción liberal del Congreso federal decidió que no había habido mayoría absoluta y escogió a Manuel José de Arce y Fagoaga como Presidente para el período 1825-1829. 
A pesar de ser liberal y haber sido apoyado por los liberales, pronto se distanciaron de él y desde 1826 ni el Congreso ni el Senado federal volvieron a sesionar. Arce obtuvo entonces apoyo en el clero y en el partido conservador, pero también tuvo dificultades con el gobierno del Estado de Guatemala, y para 1827 gran parte de Centro América estaba en guerra civil.
El presidente Arce había disuelto el congreso federal y depuso al gobierno liberal del estado de Guatemala dirigido por Juan Barrundia. El 10 de octubre de 1826 en el que Arce convocaba a un congreso nacional extraordinario en Cojutepeque y había asignado nuevos congresistas y nuevos funcionarios de gobierno en cada país centroamericano. Estas medidas fueron tachadas de inconstitucionales por los gobiernos de Honduras y El Salvador, los cuales se opusieron a los nuevos congresistas y nuevos funcionarios del gobierno, 
En marzo de 1827 el Estado de El Salvador envió tropas a Guatemala con la intención de tomar la capital de la República Federal y derrocar a Manuel José de Arce y Fagoaga. No obstante, el general Arce al mando del Ejército Federal derrotó a los salvadoreños en la Batalla de Arrazola. 
Arce envió tropas a derrocar a estos gobiernos, dando un golpe de Estado contra el presidente de Honduras Dionisio de Herrera y envió al ejército federal a invadir San Salvador. Francisco Morazán derrotó al gobierno impuesto por Arce luego de la Batalla de La Trinidad en noviembre de 1827. Es así como Morazán surge como el líder del movimiento liberal y llegó a ser reconocido por sus habilidades militares en toda América Central. Por estas razones, Morazán recibió llamados de ayuda de los liberales en El Salvador.
Los salvadoreños exigieron la restitución de los antiguos líderes políticos, pero el presidente Manuel Arce argumentó que esta medida era necesaria para restablecer el orden constitucional. Francisco Morazán aceptó el desafío propuesto por los salvadoreños. Le entregó el mando a Diego Vigil como nuevo jefe de Estado de Honduras y se fue a Texiguat, donde se preparó y organizó sus tropas con miras a la campaña militar salvadoreña. Este grupo de militantes, conocidos como el Ejército Aliado Protector de la Ley, se componía de pequeños grupos de hondureños, nicaragüenses y salvadoreños que aportaron sus propias herramientas de guerra, otros con el apoyo de los indios que servían como infantería. 
Luego de estos sucesos, el presidente de la república Manuel José de Arce y Fagoaga ordenó a 2000 soldados federales (incluyendo guatemaltecos, nicaragüenses, costarricenses y otros) a las órdenes del general de brigada Manuel Arzú, invadir El Salvador. Este evento marcó el inicio de la guerra civil centroamericana.
En 1828 el ejército salvadoreño dirigido por el coronel Juan Prem se enfrenta en San Salvador a las fuerzas invasoras federales dirigidas por general Manuel Arzú y el coronel Manuel Montúfar y Coronado. De esta forma mientras que el ejército salvadoreño se enfrentaba a las fuerzas federales en San Salvador, Morazán se colocó en la parte oriental del estado en la hacienda El Gualcho. 
Es así como se da el 6 de julio de 1828 la batalla de la Hacienda El Gualcho en el que las tropas de Francisco Morazán vencen a las tropas federales dirigidas por el coronel Vicente Domínguez y se dan los pasos para su siguiente batalla, la Batalla de San Miguel. 
El brigadier Manuel Arzú se enteró de la victoria de Francisco Morazán sobre las tropas del coronel Vicente Domínguez y envía varios pelotones a combatir las tropas de Morazán. Cuando el caudillo liberal se dio cuenta de los movimientos del general Arzú, salió rumbo a Honduras a reclutar más tropas.

## Batalla de San Miguel

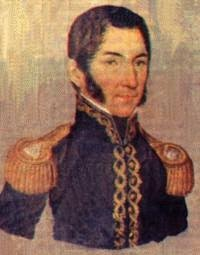
El caudillo liberal y general Francisco Morazán, líder del Ejército Aliado Protector de la Ley de Centro América.

Francisco Morazán solicita un empréstito de 16 mil pesos para sostener el ejército y regresa a El Salvador con un mayor ejército y llega a San Miguel el 10 de julio de 1828. Francisco Morazán se mantuvo peleando alrededor de San Miguel, derrotando a cada pelotón enviado por el general Arzú desde San Salvador. por lo que deja al coronel Montúfar a cargo de San Salvador y se dirige a ocuparse personalmente de Morazán.
El 20 de septiembre de 1828, el general Arzú estaba cerca del río Lempa con 500 soldados en búsqueda de Francisco Morazán, cuando se enteró de que sus fuerzas habían capitulado en San Salvador.
El brigadier Manuel Arzú al ver que no pudo vencer a las tropas de Francisco Morazán fingiendo enfermedad regresó a Guatemala dejando sus tropas bajo el mando del coronel Antonio de Aycinena. Esta acción permitió que los sitiados de San Salvador derrotaran a los atacantes.

## Hechos posteriores
Las tropas dirigidas por el coronel Antonio de Aycinena marchaban con rumbo a territorio hondureño, cuando fueron interceptados por los hombres de Morazán en San Antonio. El 9 de octubre Aycinena se vio obligado a rendirse. Con la capitulación de San Antonio, El Salvador quedó finalmente libre de las tropas federales invasoras. El 23 de octubre de 1828, el general Morazán hizo su entrada triunfal en la plaza de San Salvador.